# Grant Gee

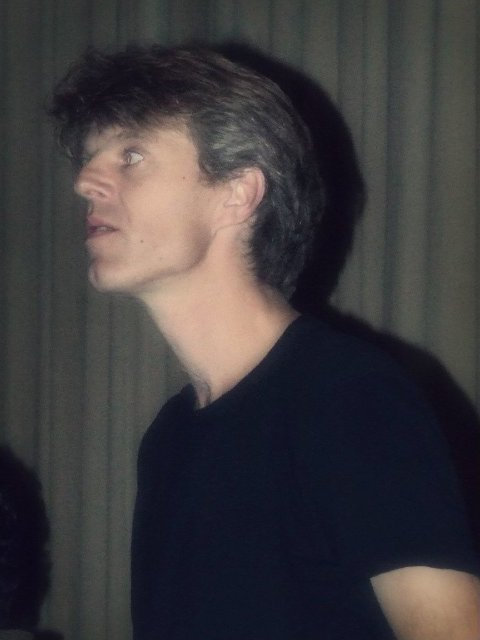
Grant Gee (2008)

Grant Gee (Plymouth, ?) é um diretor de cinema ingês.
É formado em geografia pelo St. Catherine's College em Oxford e pela Universidade de Illinois em Urbana-Champaign. É mais conhecido pelo documentário Meeting People Is Easy, de 1999, onde acompanha a banda Radiohead durante a turnê do aclamado álbum OK Computer.